# Îles Sula
Pour les articles homonymes, voir Sula.
Les îles Sula, en indonésien Kepulauan Sula, sont un archipel d'Indonésie situé à la rencontre des mers des Moluques, de Banda et de Seram. Elles constituent deux kabupaten de la province des Moluques du Nord, Le premier est sous le nom de kabupaten des îles Sula, en indonésien Kabupaten Kepulauan Sula et a pour le chef-lieu Sanana, située sur l'île du même nom. L'autre est sous le nom de  kabupaten de Taliabu,  Kabupaten Pulau Taliabu, avec pour chef-lieu Bobong. Le kabupaten des îles Sula a été créé en 2003 par séparation de celui de Halmahera occidental, celui de Taliabu en 2012. La zone mesure environ 270 kilomètres d’ouest en est et occupe ensemble environ 4 700 km² de terres. 

## Subdivision
Les trois îles majeures composant l'archipel sont :
- Mangole (à l'est-nord-est) a la particularité de relever de deux mers : la mer de Banda pour sa partie occidentale, la mer de Céram pour sa partie orientale. De plus, elle  borde au nord la mer des Moluques. Sa superficie est de 1228,5 km²)
- Sanana (à l'est-sud-est) est orientée nord-sud et  est située en mer de Banda. Elle borde sur sa côte est la mer de Seram. Sa superficie est de 558 km²)
- Taliabu (à l'ouest-nord-ouest), est située en mer de Banda et borde sur sa côte nord la mer des Moluques. Sa superficie est de 2913 km²
- Plus petite (environ 32 km²), l'île Lifumatola est la plus orientale de cet archipel. Elle est située en mer de Céram et borde au nord la mer des Moluques.
- L'ile Limbo, en mer de Banda, est située à l'ouest de Taliabu et est d'une superficie d'environ 7,5 km2, a la particularité d'être l'île la plus occidentale de toutes les Moluques.

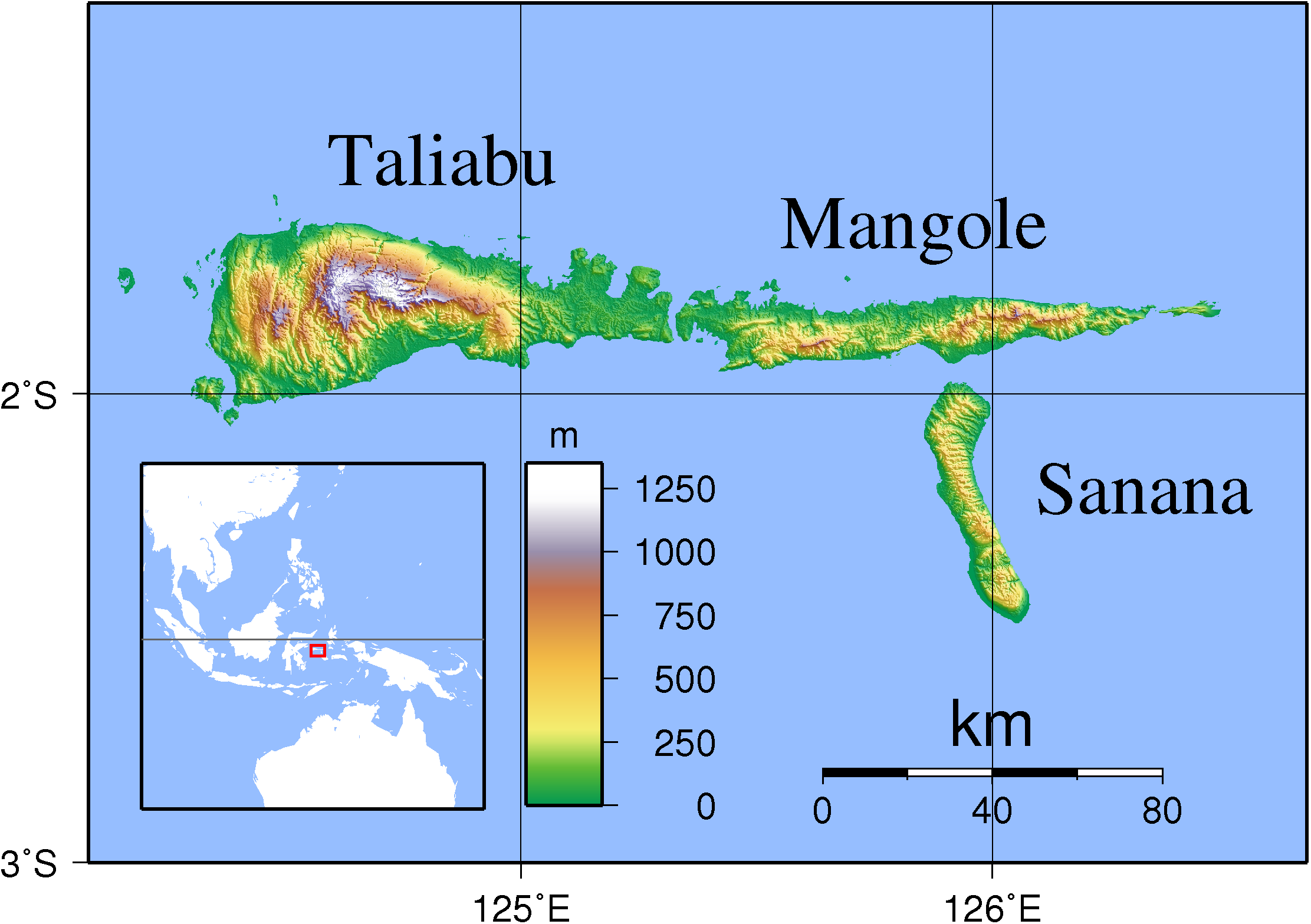
Carte topographique des îles Sula

| ïle principale et annexes | Pop.2010 | Pop.2020 | Superficie (km2) | densité |
| ------------------------- | -------- | -------- | ---------------- | ------- |
| Taliabu                   | 47.309   | 58.047   | 2.986            | 21,18   |
| Mangole                   | 36.323   | 39.736   | 1.256            | 31,91   |
| Sulabesi (Sanana)         | 48.892   | 64.346   | 533              | 120,87  |
| Îles Sula                 | 132.524  | 162.129  | 4.775,62         | 35,13   |